# Maurice de La Sizeranne
Maurice de La Sizeranne (1857-1924) est le fondateur de l’Association Valentin-Haüy au service des aveugles et des malvoyants.

## Vie et œuvre
Louis Maurice Monier de La Sizeranne est né à Tain-l'Hermitage, petite ville de la Drôme située sur la rive gauche du Rhône, le 30 juillet 1857. Il a neuf ans lorsqu’il perd la vue dans un accident de jeu.
Élève à l’Institut national des jeunes aveugles (INJA), il s’y distingue par ses aptitudes musicales et y est nommé professeur de musique en 1878.
C’est aussi en 1878 que se tient à Paris un important Congrès universel pour l’amélioration du sort des aveugles et des sourds-muets. Celle-ci reconnaît la suprématie de l’écriture braille du français et pose la question de l’unification de la pratique du braille abrégé. Passionné par ce problème, Maurice de La Sizeranne travaille à la conception d’une nouvelle méthode abréviative de l’écriture braille. En 1880, il renonce à toute activité professionnelle pour se consacrer à son œuvre : L’Abrégé orthographique français est publié deux ans plus tard. 
Décidé à se consacrer entièrement à la cause des aveugles, il constate que, malgré les indéniables progrès réalisés dans l’éducation des jeunes aveugles depuis un siècle, ceux-ci se trouvent, à la sortie de l’école, abandonnés à eux-mêmes et privés de toute information qui leur permettrait de s’insérer dans le monde du travail. Dès lors, il prend un certain nombre d'initiatives pour remédier à cet état de fait. Tout d’abord il crée trois périodiques : Le Louis Braille et Le Valentin Haüy en 1883, La Revue braille en 1884. Puis il crée en 1886 une bibliothèque braille, constituée d’abord de sa bibliothèque personnelle, et qui sera complétée par une bibliothèque braille musicale. Il réunit périodiquement chez lui diverses personnalités susceptibles de s’intéresser au sort des aveugles : professeurs de l’INJA, inventeurs d’appareils et de systèmes, directeurs des écoles de province ou d’institutions étrangères… C’est au cours de l’une de ces réunions que furent jetées les bases de cette œuvre qui allait devenir l’Association Valentin Haüy, fondée le 28 janvier 1889 et reconnue d’utilité publique le 1er décembre 1891.
Grâce à son dévouement inlassable, à son sens de l’organisation, à de multiples réalisations dans les domaines de l’action culturelle et de l’action sociale, en 28 ans de mandat effectif comme secrétaire général de l’Association Valentin Haüy, Maurice de La Sizeranne réalise une œuvre dont la renommée dans le monde des aveugles s’étend au-delà des frontières. À la suite d’une congestion cérébrale, il abandonne son poste en 1917 et se retire dans sa province natale. Partiellement rétabli, il continue à suivre l’évolution de l’association jusqu’à sa mort, le 13 janvier 1924.

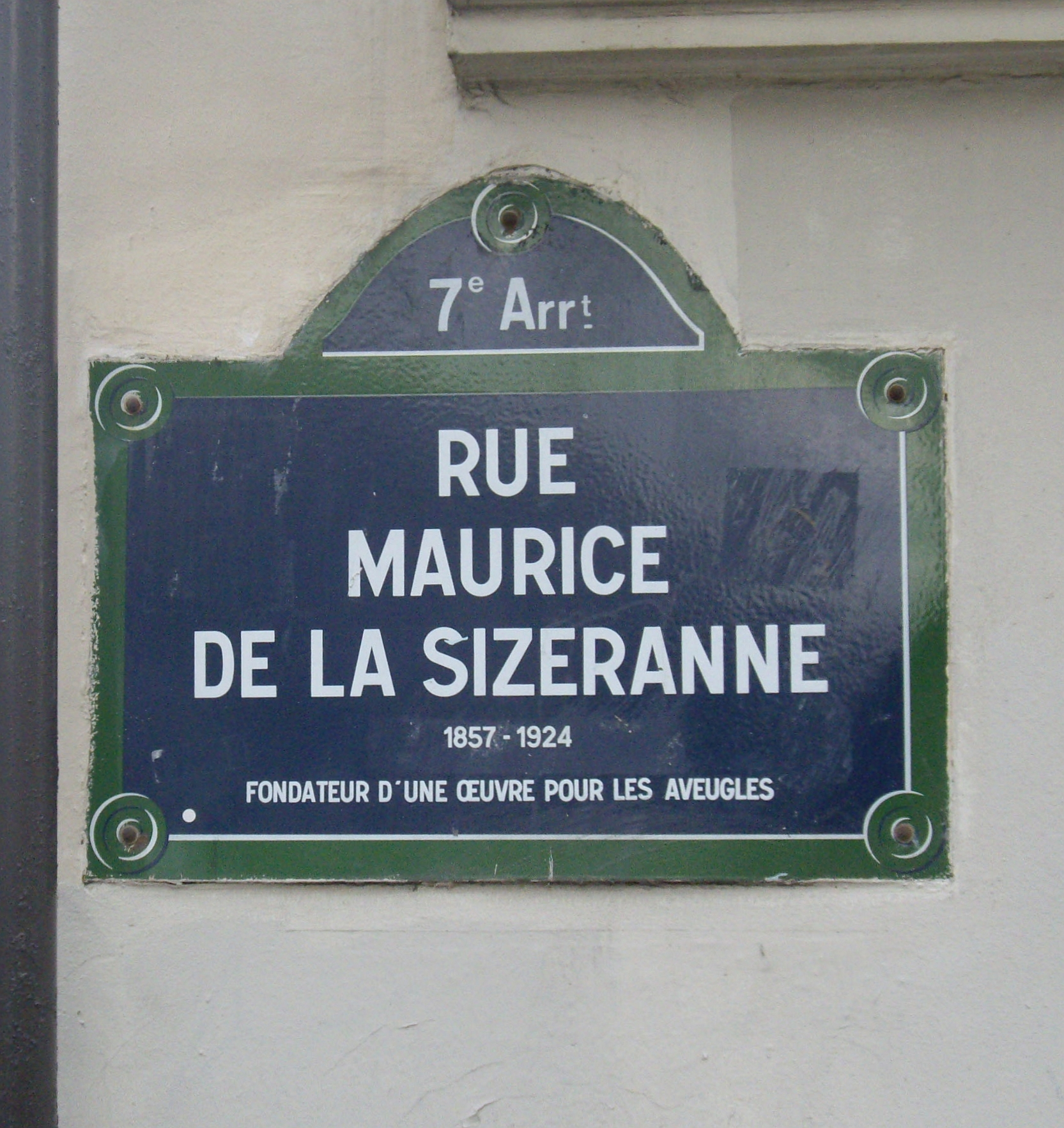
Plaque de la rue Maurice-de-La-Sizeranne à Paris.

## Publications
- Les Aveugles utiles : accordeurs, professeurs, organistes, 1881 Texte en ligne
- J. Gaudet et les aveugles, sa vie, ses doctrines, ses écrits, 1885
- Les Aveugles, par un aveugle, 1889 Texte en ligne (Prix Montyon - 1889[1])
- Les Sœurs aveugles : I. Psychologie de la femme aveugle. II. La communauté des Sœurs aveugles de Saint-Paul, 1901
- La Question des aveugles en 1910, notes et documents, 1910

## Hommages
Depuis 1936, la rue séparant l’immeuble de l’Institut national des jeunes aveugles de l’Association Valentin-Haüy dans le 7e arrondissement de Paris se nomme rue Maurice-de-La-Sizeranne.